# Cypraeerato rangiroa
Cypraeerato rangiroa is een slakkensoort uit de familie van de Eratoidae. De wetenschappelijke naam van de soort werd voor het eerst geldig gepubliceerd in 2012 door Fehse.